# Adolfo Prasso
Adolfo Prasso (Addis Abeba, 1905 – Lechemti, 27 giugno 1936) è stato un ingegnere italiano.
Insignito della medaglia d'oro al valor militare, fu l'unico meticcio insieme a Giorgio Pollera a ricevere la massima onorificenza militare italiana durante le operazioni di stabilizzazione dell'Africa Orientale Italiana.

## Biografia
Nato da madre etiope, Adolfo Prasso studiò presso il collegio San Giuseppe di Torino, e in seguito si laureò a Londra in ingegneria mineraria. 
Lavorò in Etiopia con il padre Alberto, giunto in tale paese nel 1901 e che possedeva a Iubdo diversi giacimenti di metalli preziosi, tra cui platino ed oro.
Oltre a italiano, inglese, tedesco ed arabo, parlava anche i dialetti abissini e conosceva le usanze delle tribù indigene.
Non essendo obbligato a svolgere il servizio militare, dovette lasciare l'Abissinia allo scoppio della guerra d'Etiopia, espulso dal ras Tafari insieme ai missionari italiani. Dopo l'occupazione di Addis Abeba tornò in Etiopia.
Il 26 maggio 1936 partì con la missione del generale Vincenzo Magliocco nella regione degli Uollegà, conoscendo bene quei luoghi e le genti.
L'eccidio di Lechemti che portò alla morte Adolfo Prasso e quasi tutti gli altri componenti della missione (tutti insigniti della medaglia d'oro al valor militare) provocò grande commozione fra i coloni italiani dell'Etiopia.